# قانون الجنسية القطرية

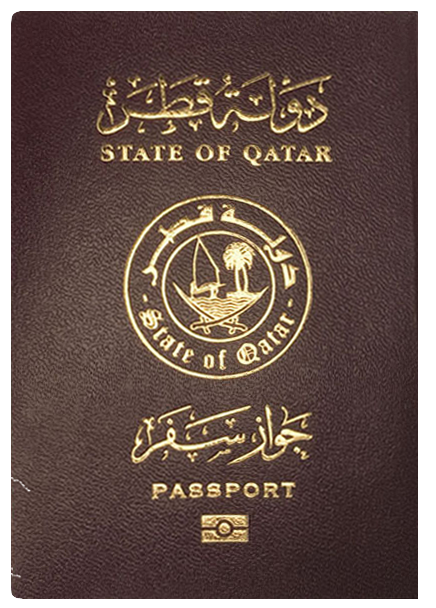
صورة الجواز القطري

قانون الجنسية القطري، هو القانون الذي يحدد قوانين وضوابط منح الجنسية وحقوق المتجنس في قطر، صدر أول مرة في عام 1961 وعدلت بعض مواده لاحقًا.
قانون الجنسية الصادر عام 1961 أعطى لابن المتجنس صفة المواطنة الأصلية وأعطى المتجنس 10 سنوات هي «فترة ولاء» ليكسب بعدها صفة المواطنة الأصلية. في  قانون الجنسية لعام 2005 صفة المواطنة الأصلية أصبحت «المتوطنون في قطر قبل عام 1930 ميلادية وحافظوا على إقامتهم العادية فيها واحتفظوا بجنسيتهم القطرية حتى تاريخ العمل بالقانون رقم 2 لسنة 1961 المشار إليه، ومن ثبت أنهم من أصول قطرية ولو لم تتوفر فيهم الشروط المنصوص عليها في البند السابق وصدر باعتباره كذلك قرار أميري، ومن ردت إليهم الجنسية القطرية طبقا لأحكام القانون، ومن ولد في قطر أو في الخارج لأب قطري بموجب البنود السابقة».
وتنص المادة 16 من قانون الجنسية على أنه «لا يجوز التسوية بين من اكتسب الجنسية القطرية وبين القطري، بالنسبة لحق شغل الوظائف العامة أو العمل عمومًا قبل انقضاء خمس سنوات من تاريخ كسبه الجنسية. ولا يكون لمن اكتسب الجنسية القطرية حق الانتخاب أو الترشيح أو التعيين في أي هيئة تشريعية».